# サラブレッド血統事典
サラブレッド血統事典（サラブレッドけっとうじてん）は、山野浩一編著の競走馬の血統について詳細に解説した書籍である。
1978年に初版発行。日本中央競馬会（NCK→JRA）に血統を登録している種牡馬すべてについて、その馬の現役時代の成績や馬・血統の特徴を分かりやすく解説したもので、その後1980年、1986年、1989年、1992年、1996年に増補改訂の続編が発刊された。このうち1986年・1989年は宇佐美恒雄・石崎欣一と、1992年・1996年は吉沢譲治との共著だった。初版では618頭、第5版では1,962頭の種牡馬についての解説を収録している。
山野はこの作品を出版する前から、競馬血統研究家として数多くの著書を出しているが、この作品は競馬の文学作品としては異例の10万部近い売り上げでベストセラー作品となり、山野を競馬文学の第一人者に育て上げる記念すべき作品となった。

## 書誌情報
- 初版：山野浩一編、二見書房、1978年。全国書誌番号:78010954。
- 改訂版：山野浩一編、二見書房、1980年。全国書誌番号:80025058、NCID BN14959981。
- 3訂版：山野浩一・宇佐美恒雄・石崎欣一編著、二見書房、1986年。ISBN 4-576-85025-3。
- 第4版：山野浩一・宇佐美恒雄・石崎欣一編著、二見書房、1989年。ISBN 4-576-89016-6。
- 第5版：山野浩一・吉沢譲治編著、二見書房、1992年。ISBN 4-576-92140-1。
- 第6版：山野浩一・吉沢譲治編著、二見書房、1996年。ISBN 4-576-95202-1。